# 국소적 숨은 변수 이론
양자역학의 해석에 있어서 국소적 숨은 변수 이론은 국소적 실재론와 일치해야 한다는 부가적인 요건을 가진 숨은 변수 이론이다. 그것은 원거리 사건이 독립적이고, 개별 사건들 사이의 즉각적인(즉, 빛보다 빠른) 상호작용을 배제하고, 국소적 실재론으로부터 추가적인 요건으로, 기저에 접근 불가능한 변수의 메커니즘에 의해 양자역학의 확률론적 특징을 설명하려고 시도하는 모든 유형의 이론을 말한다.
양자 얽힘 현상에 관한 국소적 숨은 변수 이론의 수학적 함의는 물리학자인 존 스튜어트 벨에 의해 탐구되었는데, 그는 1964년에 광범위한 종류의 국부 숨은 변수 이론들이 양자역학이 예측하는 측정 결과 사이의 상관관계를 재현할 수 없다는 것을 증명했다. 가장 눈에 띄는 예외는 초결정론이다. 초결정론적 숨은 변수 이론은 국지적일 수 있지만 관찰과 양립할 수 있다.

## 로컬 숨겨진 변수 및 벨 테스트
벨의 정리는 분리된 측정 과정이 독립적이라는 국소적 실재론 원리의 함축에서 출발한다. 이러한 전제에 기초하여 상관(예: 동일하거나 반대) 방향 특성을 가진 입자의 분리된 측정값 사이의 우연의 확률을 기록할 수 있다.

| {\displaystyle P(a,b)=\int d\lambda \cdot \rho (\lambda )\cdot p_{A}(a,\lambda )\cdot p_{B}(b,\lambda ),} | \| \| \| \| \| \| \| \| | (1) |
| |                         |     |
| |                         |     |
어디에 {\displaystyle p_{A}(a,\lambda )}입자가 검출될 확률은 {\displaystyle A}숨겨진 변수와 함께. {\displaystyle \lambda }탐지기로 {\displaystyle A},방향을 잡다 {\displaystyle p_{B}(b,\lambda )}는 검출기에서 확률이다. {\displaystyle B}, 방향을 잡다 {\displaystyle b}, for 입자를 위해 {\displaystyle B}, 동일한 값 공유 {\displaystyle \lambda }.  선원은 다음과 같은 상태의 입자를 생성하는 것으로 가정한다. {\displaystyle \lambda } 그럴듯하게 {\displaystyle \rho (\lambda )}.
(1)을 사용하여 다양한 벨 부등식을 도출할 수 있으며, 이는 국소적 숨은 변수 모델의 가능한 동작에 대한 한계를 제공한다.
존 스튜어트 벨이 원래 그의 부등식을 도출했을 때, 그것은 한 쌍의 얽힌 스핀 1/2 입자와 관련된 것이었다. 벨은 검출기가 서로에 대해 회전할 때, 국소 실재론적 모델은 최대치(정렬된 검출기) 사이의 직선으로 둘러싸인 상관 곡선을 산출해야 하는 반면, 양자 상관 곡선은 코사인 관계라는 것을 보여주었다. 첫 번째 벨 테스트는 스핀 1/2 입자가 아닌 스핀 1을 가진 광자를 사용하여 수행되었다. 맥스웰 방정식을 기반으로 한 광자에 대한 고전적인 국부적 은닉 변수 예측은 코사인 곡선을 산출하지만, 진폭이 감소하여 곡선이 원래의 벨 부등식에 지정된 직선 한계 내에 놓인다.
벨의 정리는 측정 설정이 완전히 독립적이며, 원칙적으로 우주에 의해 결정되지 않는다고 가정한다. 만약 이 가정이 틀리면, 초결정론에서 제안된 것처럼, 벨의 정리에서 도출된 결론은 무효가 될 수 있다. 이 정리는 또한 매우 효율적이고 공간과 같은 분리된 측정에 의존한다. 이러한 결함은 일반적으로 허점이라고 불린다. 벨 불평등 위반에 대한 허점 없는 실험 검증은 2015년에 수행되었다.

## "불검출"이 없는 벨 테스트

탐지되지 않은 경우 양자 상관 관계에 대한 실재 예측(실선)이다. 양자역학적 예측은 점곡선이다.

예를 들어, 분자가 반대 회전으로 두 개의 원자로 쪼개지는 데이비드 봄의 사고 실험을 생각해 보자. 이 회전은 어떤 방향을 가리키는 실제 벡터로 표현될 수 있다고 가정한다. 그것은 우리 모델에서 "숨은 변수"가 될 것이다. 그것을 단위 벡터로 받아들이면, 숨겨진 변수의 모든 가능한 값은 단위 구의 표면에 있는 모든 점으로 표현된다.
스핀을 a 방향으로 측정한다고 가정하자. 그러면 모든 원자가 검출된다고 가정할 때, 자연적인 가정은 모든 원자가 a가 양성인 방향으로의 스핀을 스핀 업(+1로 코드화됨)으로 검출하는 반면, 투영이 음인 모든 원자는 스핀다운(-1)으로 검출된다는 것이다. 구의 표면은 +1, -1의 두 영역으로 나뉘며, a에 수직인 평면에서 큰 원으로 분리된다. a가 어떤 적절한 기준 방향에 대한 각도 a에 해당하는 수평이라고 편의상 가정하면, 분할 원은 수직면에 있게 된다. 지금까지 우리는 우리의 실험의 A면을 모델링했다.
이제 모델 B를 보자. b도 각도 b에 해당하는 수평이라고 가정한다. 같은 구체에 두 번째로 큰 원이 그려질 것이며, 그 중 한 면에는 +1, 다른 한 면에는 B 입자를 위한 -1이 그려질 것이다. 원은 다시 수직면에 있게 될 것이다.
두 원은 구의 표면을 네 개의 지역으로 나눈다. 주어진 입자 쌍에 대해 관측된 "공인" 유형(++, -, +- 또는 -+)은 해당 입자의 숨겨진 변수가 속하는 영역에 의해 결정된다. 선원이 "회전 불변성"(모든 가능한 상태 λ을 동일한 확률로 생성하기 위해)이라고 가정하면, 주어진 유형의 우연성이 해당 영역에 분명히 비례할 것이며, 이러한 영역은 a와 b의 각도에 따라 선형적으로 변화할 것이다. (이를 위해 오렌지와 그 세그먼트를 생각해 보라.) 세그먼트 수 n에 해당하는 껍질 면적은 n에 대략 비례한다. 보다 정확하게는 중앙에서 소계된 각도에 비례한다.)
위의 공식 (1)은 명시적으로 사용되지 않았다. 여기서와 같이 상황이 완전히 결정론적인 경우에는 거의 관련이 없다. 문제는 공식의 함수 측면에서 functions 상수와 확률 함수 단계 함수로 재구성될 수 있다. (1) 뒤에 있는 원칙은 실제로 사용되었지만, 순수하게 직관적으로 사용되어 왔다.
비검출이 없는 경우 양자 상관 관계에 대한 현실주의자 예측(솔리드 라인) 양자-기계 예측은 점곡선이다.
따라서 우연 확률에 대한 국소 숨은 변수 예측은 검출기 설정 사이의 각도(b - a)에 비례한다. 양자 상관관계는 개별 결과의 합에 대한 기대값으로 정의되며, 이는 다음과 같다.

| {\displaystyle E=P_{++}+P_{--}-P_{+-}-P_{-+},} | \| \| \| \| \| \| \| \| | (2) |
|                                                |                         |     |
|                                                |                         |     |
여기서 P는++ 양쪽에서 "+" 결과의 확률, A 쪽에서+− "+", B 쪽에서 "-" 등의 확률이다.
각 개별 항은 차이(b - a)에 따라 선형적으로 달라지기 때문에, 이들의 합도 마찬가지다.
그 결과는 그림에 나와 있다.

## 광학 벨 테스트

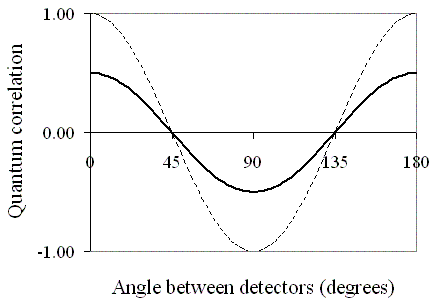
광학 벨 테스트에서 양자 상관 관계에 대한 현실적 예측(고체 곡선)이다. 양자역학적 예측은 점곡선이다.

벨의 불평등의 거의 모든 실제 적용에서, 사용된 입자들은 광자였다. 광자가 입자처럼 생겼다고 반드시 가정하는 것은 아니다. 그것들은 고전적인 빛의 짧은 펄스일지도 모른다. 하나하나가 다 검출되었다고 가정할 수는 없다. 대신 소스에 설정된 숨겨진 변수는 특정 결과의 확률만을 결정하기 위해 취하며, 실제 개별 결과는 분석기와 검출기의 로컬에 있는 다른 숨겨진 변수에 의해 부분적으로 결정된다. 이러한 다른 숨겨진 변수들은 실험의 양쪽에서 독립적이라고 가정한다.

이 확률론적 모델에서, 위의 결정론적 경우와 대조적으로, 우리는 우연에 대한 국지적-현실주의 예측을 찾기 위해 (1)식이 필요하다. 먼저 함수에 대해 어느 정도 가정할 필요가 있다. {\displaystyle p_{A}(a,\lambda )} 그리고 {\displaystyle p_{B}(a,\lambda )} 일반적인 것은 둘 다 말루스의 법칙에 따라 코사인 사각형이라는 것이다. 숨겨진 변수를 편광 방향(직교가 아닌 실제 적용에서 양 측면에 평행)으로 가정하면 (1) 식이 된다.

| {\displaystyle P(a,b)=\int d\lambda \cdot \rho (\lambda )\cdot \cos ^{2}(a-\lambda )\cdot \cos ^{2}(b-\lambda )={\frac {1}{8}}+{\frac {\cos ^{2}\phi }{4}},} | \| \| \| \| \| \| \| \| | (3) |
| |                         |     |
| |                         |     |
어디에 {\displaystyle \phi =b-a}.
예측 양자 상관관계는 이것에서 도출될 수 있으며, 그림에 나와 있다.
광학 벨 테스트에서 양자 상관 관계에 대한 현실론적 예측(솔리드 곡선) 양자-기계 예측은 점곡선이다.
광학 시험에서, 우연한 사실은 양자 상관관계가 잘 정의되어 있는지 확실하지 않다. 고전적인 빛의 모델에서, 단일 광자는 부분적으로 "+" 채널로, 일부는 "-" 채널로 갈 수 있으며, 이는 두 채널 모두에서 동시 탐지의 가능성을 야기한다. 비록 그랭지어 등의 실험이 있다. 이 확률은 매우 낮다는 것을 보여주었고, 실제로 0이라고 가정하는 것은 논리적이지 않다. 양자 상관관계의 정의는 결과가 항상 +1, -1 또는 0이 될 것이라는 생각에 적응한다. 클라우저와 혼의 1974년 Bell 테스트를 CHSH Bell 테스트 대신 단채널 편광기를 사용해야 하는 이유 중 하나인 다른 가능성을 포함할 뚜렷한 방법이 없다. CH74 불평등은 양자 상관관계가 아니라 단지 검출 확률에 관한 것이다.

## 국소적 숨은 변수 모형이 있는 양자 상태
두 입자의 분리 가능한 상태의 경우, 두 당사자에 대한 모든 측정에 대한 간단한 숨겨진 변수 모델이 있다. 놀랍게도, 모든 폰 노이만 측정이 숨겨진 변수 모델에 의해 설명될 수 있는 얽힌 상태도 있다. 그런 상태들이 얽혀있지만 벨 불평등을 위반하지는 않는다. 이른바 베르너 상태(Werner state)는 어떤 형태의 변형에도 불변하는 단일 변수 상태이다. 어디에 단일 기질이야 2쿼트의 경우, 다음과 같이 주어지는 시끄러운 싱글트(singlet)이다.

| {\displaystyle \varrho =p\vert \psi ^{-}\rangle \langle \psi ^{-}\vert +(1-p){\frac {\mathbb {I} }{4}},} | \| \| \| \| \| \| \| \| | (4) |
| |                         |     |
| |                         |     |
여기서 singlet은 다음과 같이 정의된다. {\displaystyle \vert \psi ^{-}\rangle ={\tfrac {1}{\sqrt {2}}}\left(\vert 01\rangle -\vert 10\rangle \right)}
R. F. Werner는 그러한 상태들이 다음에 대한 숨겨진 변수 모델을 허용한다는 것을 보여주었다.  {\displaystyle p\leq 1/2}  만약의 경우에 그들이 얽혀있는 동안. {\displaystyle p>1/3} 숨겨진 변수 모형에 대한 경계는 다음까지 개선될 수 있다. POVM 측정이 허용되는 경우에도 폰 노이만 측정뿐만 아니라 베르너 상태에 대해 숨겨진 가변 모델이 구성되었다. 숨겨진 변수 모델도 최대한 뒤얽힌 상태로 구성되었고, 심지어 백색 노이즈가 섞인 임의의 순수 상태로까지 확장되었다. 초당적 시스템 외에도 다중 사이트 사례에 대한 결과도 있다. 당사자의 폰 노이만 측정에 대한 숨겨진 변수 모델은 3쿼트의 양자 상태에 대해 제시되었다.

## 같이 보기
- 보어-아인슈타인 논쟁